# Chiesa di San Pietro (Canonica a Cerreto)
La chiesa di San Pietro si trova a Cerreto nel comune di Castelnuovo Berardenga.

## Storia e descrizione
La chiesa mantiene le originarie forme romaniche nel paramento murario a filaretto e nella massiccia torre campanaria, cui è stato aggiunto un campanile a vela. Il portale e la bifora del prospetto a capanna appartengono a ripristini del 1939-1940, mentre la navata interna, conclusa dall'abside, mostra una copertura con volte a vela di origine sette-ottocentesca.